# Blönduós
Blönduós è un comune islandese della regione di Norðurland vestra, situato nella contea di Austur-Húnavatnssýsla.
Il solo comune, distante 245 km dalla capitale Reykjavík, ha una popolazione di 842 persone, mentre l'area urbana arriva a 904 abitanti. Inoltre, ha anche un campo da golf a 9 buche, ed è una buona base di partenza per i turisti che intendono visitare la baia di Húnaflói.

## Geografia fisica
Blönduós è collegata al resto dell'isola dalla Hringvegur, la principale autostrada islandese. Il comune è situato sulla foce del fiume Blanda, dal quale esso prende il nome (Blöndu è uno dei casi in cui declina Blanda). Sulla collina che domina la città, sorge una chiesa con un'architettura che intende ricordare un cratere vulcanico.

## Società

### Evoluzione demografica
Abitanti censiti al 1º dicembre

## Economia
Blönduós non è un buon porto, ma il suo ruolo principale è fungere da centro cittadino per le aree agricole circostanti. Le fonti di reddito di Blönduós sono la silvicoltura, la pesca e il turismo.
Blönduós possiede anche un aeroporto (Codice AITA: BLO).

## Amministrazione

### Gemellaggi
- Karlstad

## Galleria d'immagini

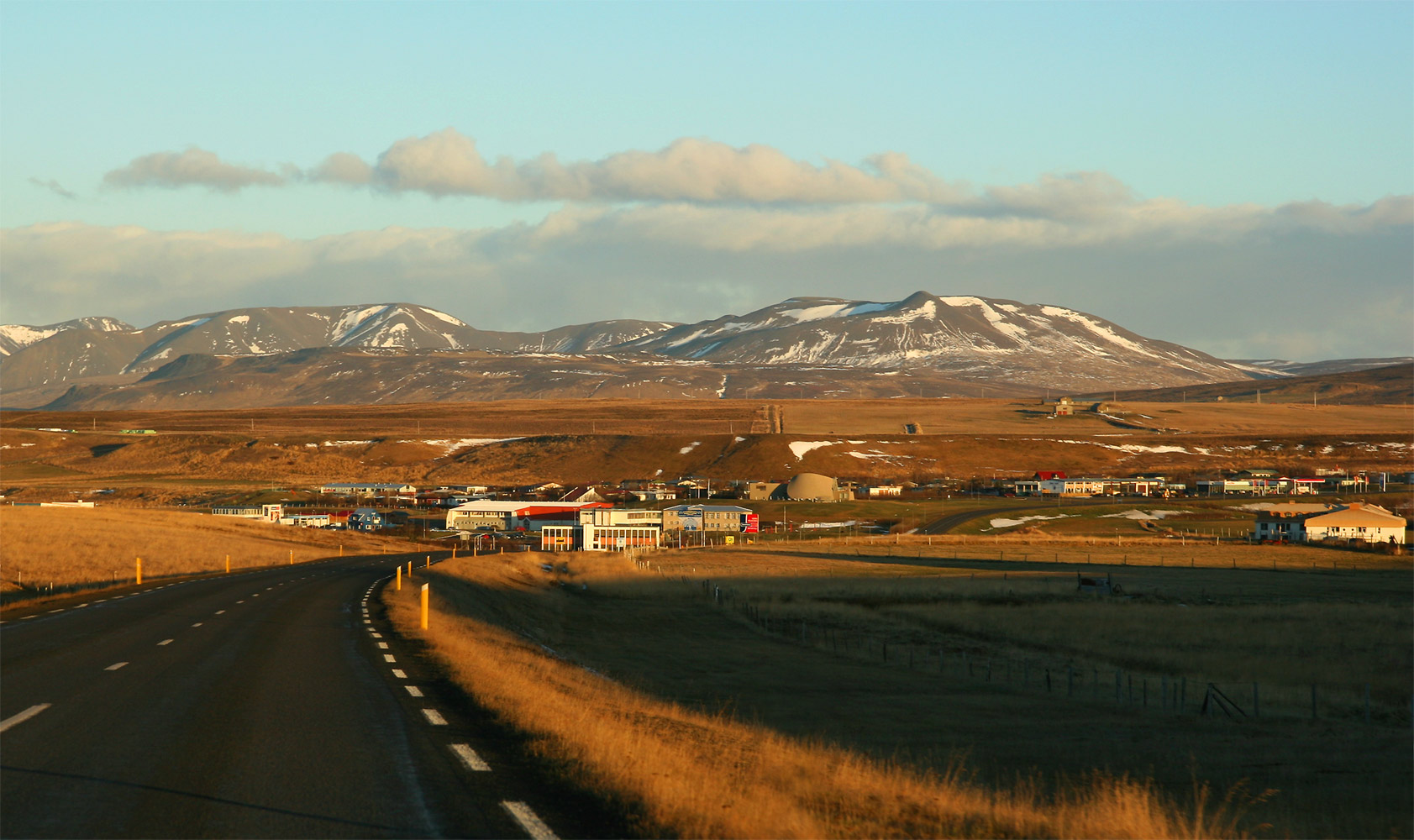
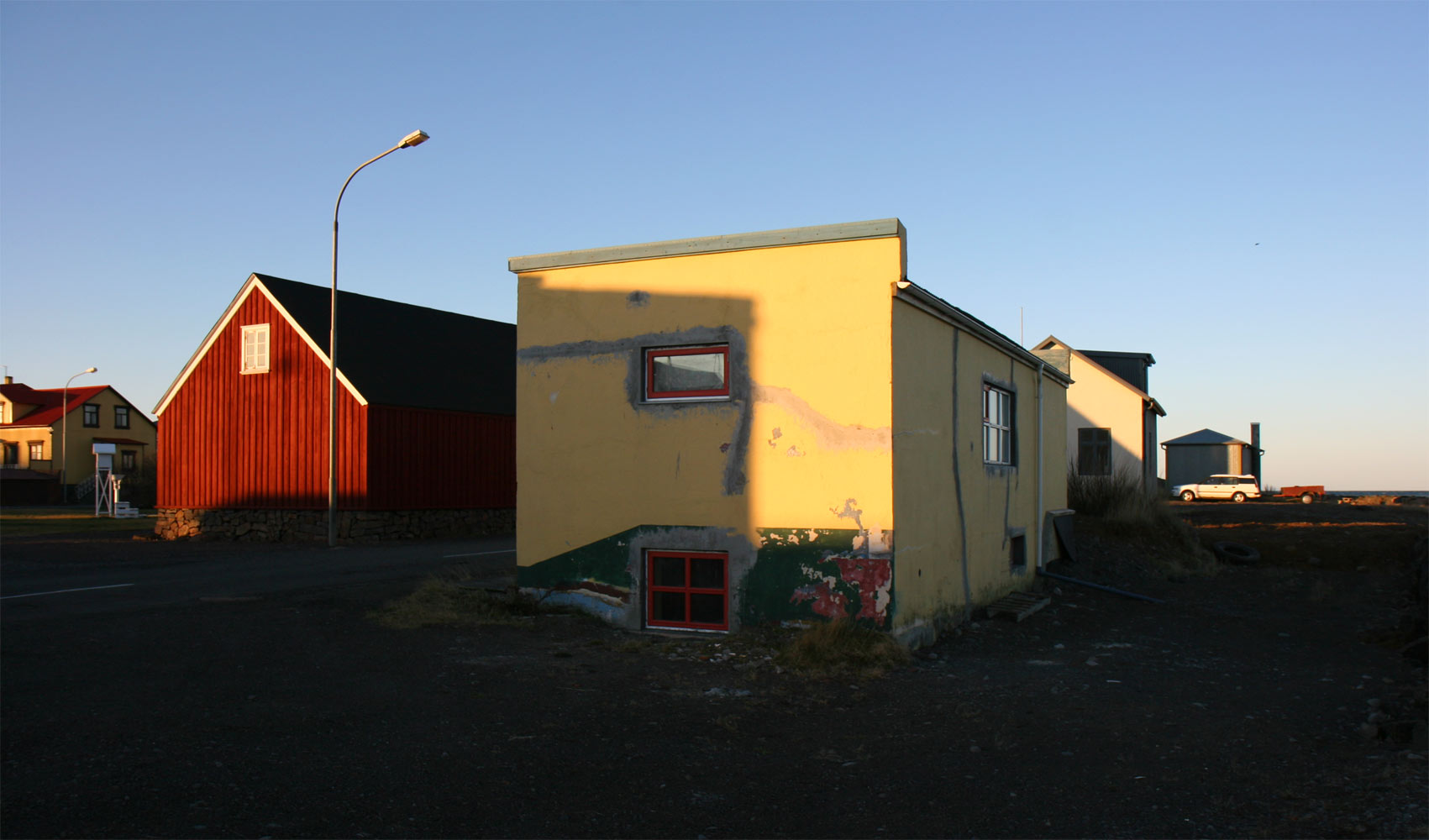
Alcune case di Blönduós
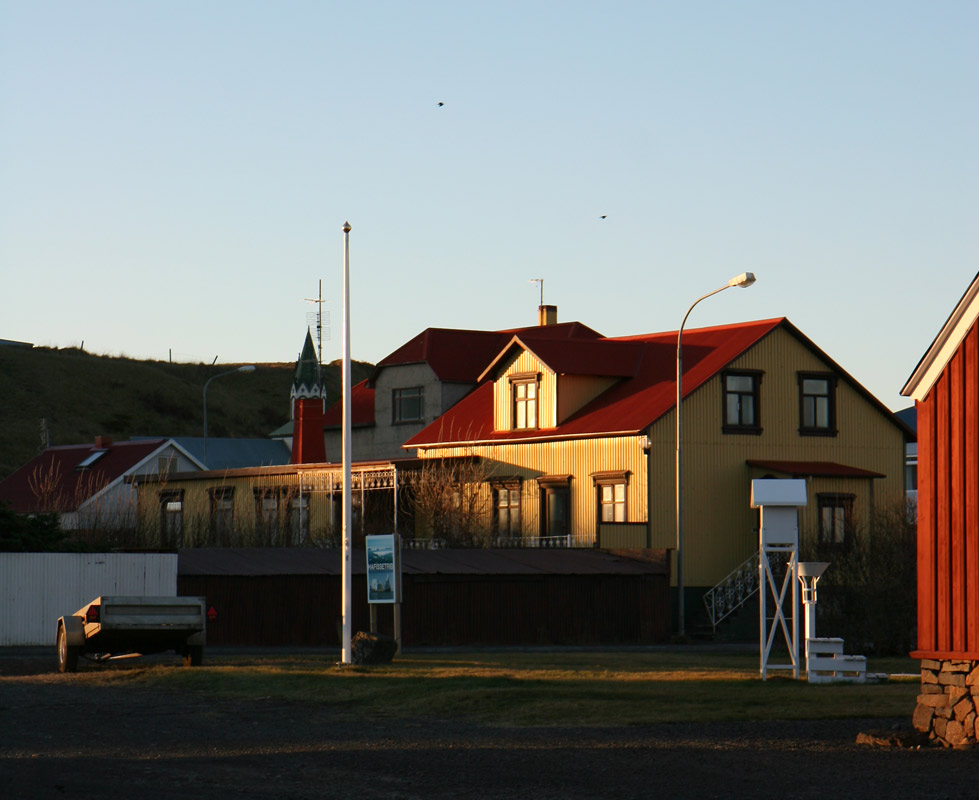
Altre case di Blönduós
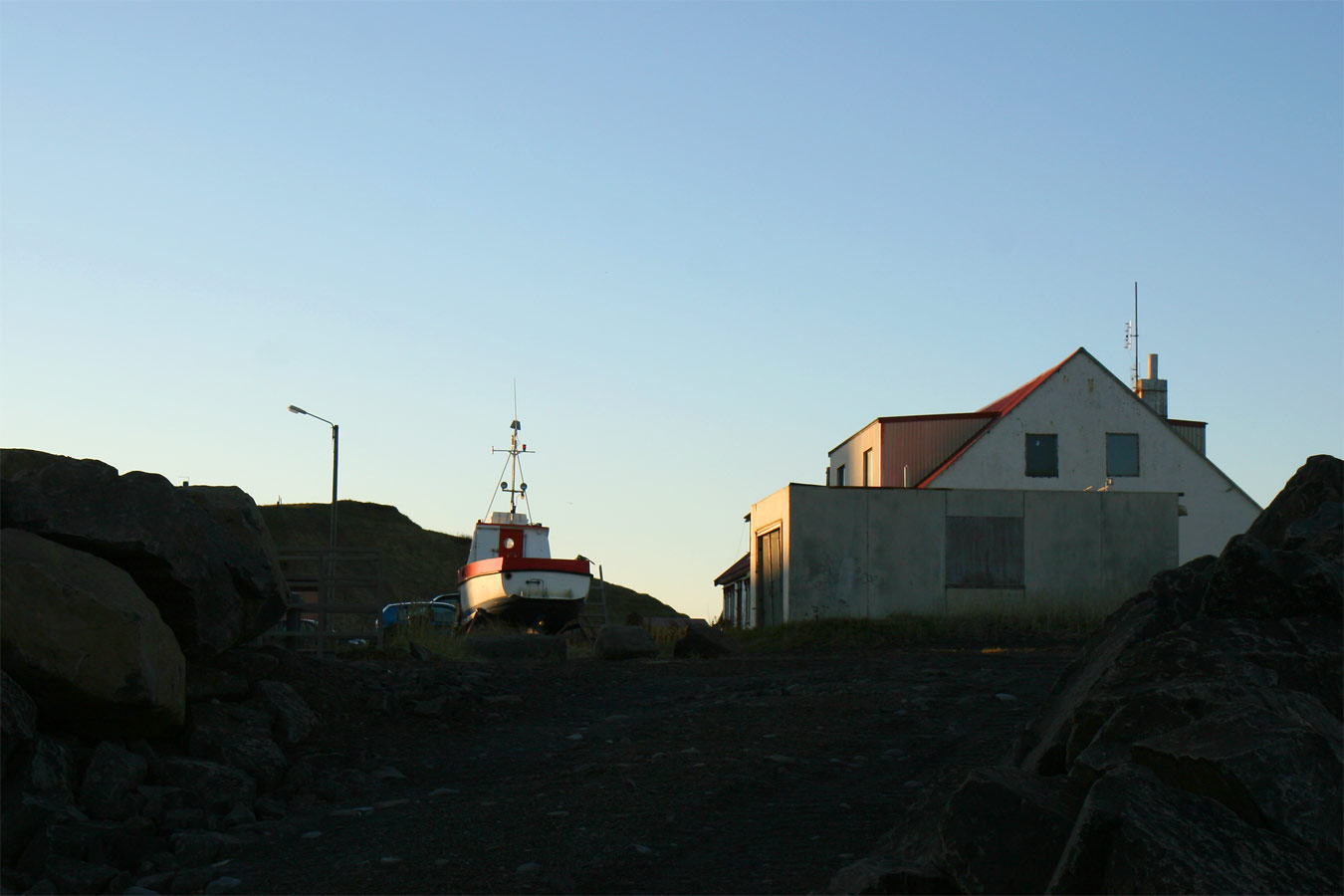
Una barca nel bacino di carenaggio
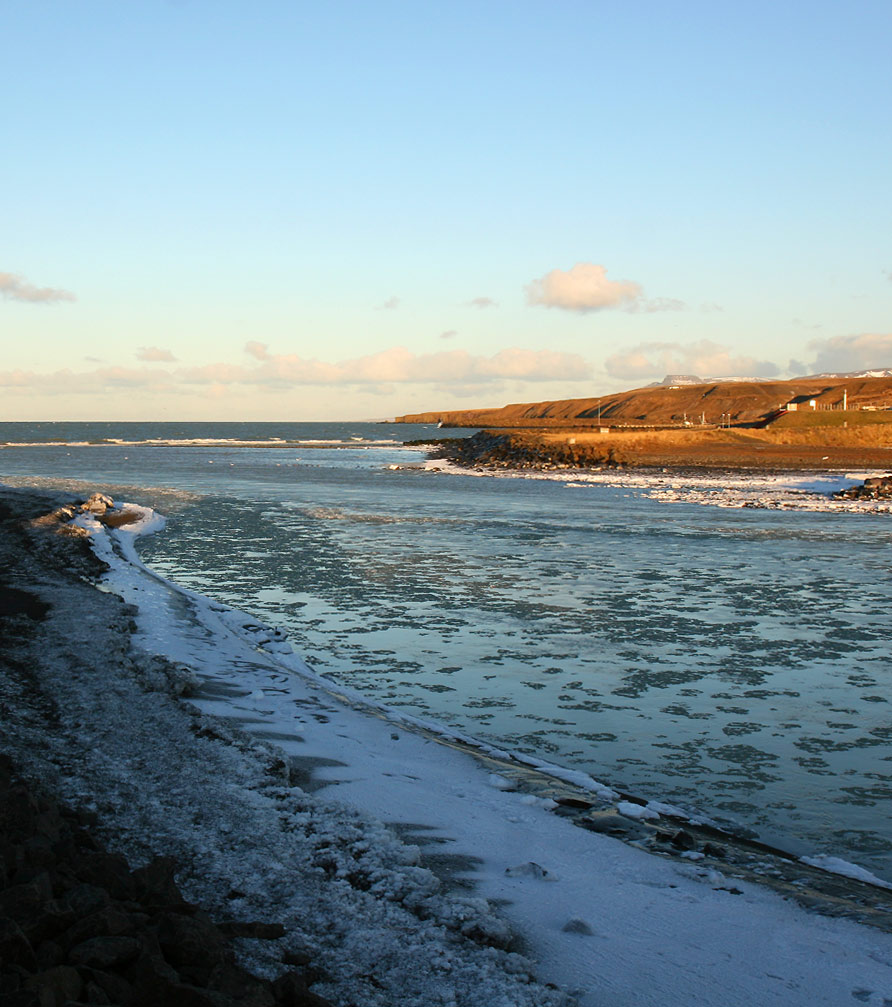
La foce del Blanda